# 太太万岁
太太万岁是一部於1947年12月13日在上海首映的中国喜剧电影。该片由桑弧执导，劇本由張愛玲撰寫，並由文华影片公司在上海市拍攝。蒋天流、张伐、石挥、路珊、韩非、汪漪、上官云珠等人出演。該片講述的是1940年代上海中產階級的女性生活、男女关系和婚姻制度。
2010年，张爱玲的《太太万岁》电影剧本手稿在上海被发现，该手稿一共有130余张纸，200多页，上面都是修改過的字迹。